# Бахтігареєво (Мерясовська сільська рада)
Бахтігаре́єво (рос. Бахтигареево, башк. Бәхтегәрәй) — присілок у складі Баймацького району Башкортостану, Росія. Входить до складу Мерясовської сільської ради.
Населення — 84 особи (2010; 95 в 2002).
Національний склад:
- башкири — 100%